# Associació de Dones Investigadores i Tecnòlogues a Catalunya
L'Associació de Dones Investigadores i Tecnòlogues a Catalunya és una associació professional que defensa la igualtat d'oportunitats en l'activitat investigadora, en la promoció professional i en la participació en la presa de decisions dels camps científics i tecnològics.
L'associació té el seu origen en l'"Asociación de Mujeres Investigadoras y Tecnólogas" (AMIT) una associació que es va fundar l'any 2001 per un grup de dones procedents de l'àmbit de les universitats, el Consell Superior d'Investigacions Científiques (CSIC) i la indústria. L'associació sorgeix en el context de l'informe ETAN que promou la igualtat de gènere a la ciència. Es tracta d'una associació no excloent que pretén ser la veu, el fòrum de discussió i la xarxa de recolzament de totes les investigadores que treballen per a aconseguir la igualtat en la ciència i la tecnologia.
Des del 2004 l'"AMIT a Catalunya" (AMIT-Cat) realitza la seva activitat a Catalunya i a més de la defensar la igualtat d'oportunitats en l'activitat investigadora, en la promoció professional i en la participació en la presa de decisions, denuncia les situacions discriminatòries i els seus mecanismes, ocupant-se de la participació en jornades i taules rodones, seminaris i exposicions. A més, col·labora amb administracions, institucions i fundacions nacionals i internacionals que promouen accions positives, correctores del desequilibri de sexes en la recerca científica i tecnològica. El febrer del 2007 l'"Associació de Dones Investigadores i Tecnòlogues a Catalunya" (AMIT-Cat) que es constitueix formalment com a tal el 2004, queda enregistrada al Registre d'Associacions de la Generalitat de Catalunya.
Una de les darreres campanyes d'actuació a les xarxes de l'AMIT ha estat el fet de posar en evidència i cridar l'atenció sobre la falta de referents femenins en la història de la ciència, i les greus conseqüències que això implica en les aspiracions de les nenes.